# 洪主教
洪主教（尤瑟彪‧欧斯克，Bishop Hernando Eusebio Oscot y Colombres, O.P.，1694年3月5日—1743年11月28日）西班牙多明我会传教士、福建宗座代牧区助理主教。在华传教二十余年（1718-1743）。
1694年3月5日，洪主教出生于西班牙阿斯图里亚斯省的利亚内斯。1717年抵达菲律宾，次年（1718）前往中国传教。1737年10月1日，他被任命为福建宗座代牧区助理主教，领Evaria主教衔。1739年5月10日举行祝圣仪式。他是一位热诚的“传教巨人”、“传教区之父”，1743年11月28日逝世，年仅49岁。虽然当时处于紧张的教难时期，仍有成万热爱他的各地教友前来参加他的葬礼。